# 科爾賓 (密蘇里州)
科爾賓（英語：Corbin）是位於美國密蘇里州聖克萊爾縣的鬼鎮。

## 歷史
科爾賓的郵局於1901年設立，其後於1903年停運。

## 地理
科爾賓所處的海拔為高於海平面219米（即719英呎），而該地所採用的時區為UTC-6，即北美中部時區（CST）。同時該地設有夏令時間，為UTC-6調快一小時，即UTC-5（CDT）。